# Sunnervikens tingslag
Sunnervikens tingslag var mellan 1917 och 1970 ett tingslag i Göteborgs och Bohus län i Sunnervikens domsaga. Tingsplatsen var från 1917 i Kviström.
Tingslaget omfattade häraderna Lane, Stångenäs, Sörbygdens, Tunge och Sotenäs. . 
Tingslaget bildades 25 augusti 1917 av Lane tingslag och det häradsgemensamma Tunge, Stångenäs, Sörbygdens och Sotenäs tingslag. Tingslaget upplöstes 31 december 1970 då verksamheten överfördes till Uddevalla tingsrätt.